# Gandong
Gandong est un village camerounais de la région de l'Est. Il se situe dans le département de Lom-et-Djérem et dépend de la commune de Garoua-Boulaï et du canton de Gbaya-Doka. 

## Population
D'après le recensement de 2005, le village comptait 463 habitants. Il en comptait 450 en 2011, dont 203 jeunes de moins de 16 ans et 76 enfants de moins de 5 ans. 

## Infrastructures
Le plan de développement de la commune de Garoua-Boulaï prévoyait en 2011 l'aménagement de l'école avec la construction de deux salles de classe, d'un bloc de latrines et d'un point d'eau. Le plan indique aussi la construction d'une voie de contournement pour gros porteurs. 

## Tourisme
Le plan de développement de la commune de Garoua-Boulaï annonçait en 2011 l'aménagement des chutes de Gandong ainsi que la construction d'un gîte comme structure d'accueil de touristes. 